# Chonchu – Der Erbe des Teufelssteins
Chonchu – Der Erbe des Teufelssteins (ko. 천추 Chunchu) ist der deutsche Titel einer Manhwa-Serie vom Autor Sung-Jae Kim und Zeichner Byung-Jin Kim, die von 2000 bis 2004 entstand. Sie erschien international unter anderem auf Deutsch.

## Handlung
Chonchu, ein junger, durch sein grausames Schicksal hart gewordener Krieger und Außenseiter, hat sich in einem Reich sich bekämpfender Stämme trotz aller Grausamkeit einen Hauch Menschlichkeit bewahrt. Er ist der Sohn des Taemangniji, König der Yemaek. Einer Prophezeiung zufolge ist Taemangniji's Sohn die Ausgeburt des Bösen und wird sein Volk in den Untergang führen. Daher wurden die beiden Söhne des Taemangnij von den Priestern mit dem Teufelsstein getestet. Doch der ältere Bruder, Ulpasso, rammt Chonchu in einem unbeobachteten Moment den Stein in die Brust, sodass dieser zu den Mirmidon verbannt wird.
Chonchu wächst daraufhin unter harten und grausamen Bedingungen als Krieger auf. Gezeichnet durch den Teufelsstein in seiner Brust trifft er fast überall auf Ablehnung, Erniedrigung und Misshandlung.

## Veröffentlichungen
Die Reihe erschien ab 2000 in Südkorea bei Haksan Publishing. 2004 wurde sie nach 15 Bänden unvollendet eingestellt. Das Werk wurde ins Englische, Französische und Polnische übersetzt. Von Mai 2007 bis Mai 2010 wurde Chonchu von Tokyopop auch im deutschsprachigen Raum veröffentlicht, die Übersetzung stammt von Ralph Treffert-Myojin. Unter dem Titel Chonchu – Der Erbe des Teufelssteins erschienen alle 15 Bände.

## Rezeption
Der Manhwa wurde 2003 vom südkoreanischen Ministerium für Kultur und Tourismus als „Manhwa des Jahres“ (오늘의 우리만화상) ausgezeichnet.
Laut Splashcomics ist der Manhwa dicht erzählt, jedoch kaum gehaltvoll und so schreite die Handlung kaum voran. Das Artwork erfreue den Leser und sei eher westlich orientiert, erinnere auch an Serien wie Berserk oder 20th Century Boys. Laut Buchwurm ist die Geschichte blutig erzählt und für die empfohlene Leserschaft ab 15 Jahren eher noch nicht geeignet. Doch die Handlung biete Überraschungen und immer wieder neue Wendungen. Der Hauptcharakter hinterfrage auch seine Handlungen, gerate dabei fast in Melancholie, und die Charakterprofile würden zunehmend scharf herausgebildet.